# Ryan Seacrest
Ryan Seacrest, all'anagrafe Ryan John Seacrest (Dunwoody, 24 dicembre 1974), è un conduttore televisivo e produttore televisivo statunitense.
Presenta molti spettacoli radiofonici e televisivi, tra cui il noto talent show televisivo American Idol e il programma radiofonico American Top 40, trasmesso da Premiere Networks. È inoltre produttore televisivo della popolare serie Keeping Up with the Kardashians.

## Biografia
Ryan Seacrest è nato il 24 dicembre 1974 a Atlanta, in Georgia, figlio di Constance Marie, una casalinga, e Gary Lee Seacrest, un avvocato immobiliare. Sua madre disse all'Atlanta Journal-Constitution : "Invece di giocare con i Cowboys, Ryan ha sempre avuto un piccolo microfono".
All'età di 14 anni, ha frequentato la Dunwoody High School. All'età di 16 anni, mentre frequentava ancora la scuola superiore, Seacrest ha vinto uno stage presso la WSTR (FM), ad Atlanta, con Tom Sullivan, che lo ha addestrato nei molti aspetti della radio. Quando il DJ regolare lo ha chiamato, Sullivan lo ha messo in onda per il primissimo spettacolo della sua carriera televisiva. Seacrest ha ricevuto il turno notturno del week-end al WSTR.
Seacrest ha continuato a lavorare in onda al WSTR fino alla laurea alla Dunwoody High School nel 1992. Seacrest ha continuato a studiare giornalismo all'Università della Georgia nell'autunno del 1992. Ha continuato il suo programma radiofonico in una stazione locale di Atene. Seacrest ha lasciato l'università all'età di 19 anni e si è trasferito a Hollywood per perseguire la sua carriera televisiva.

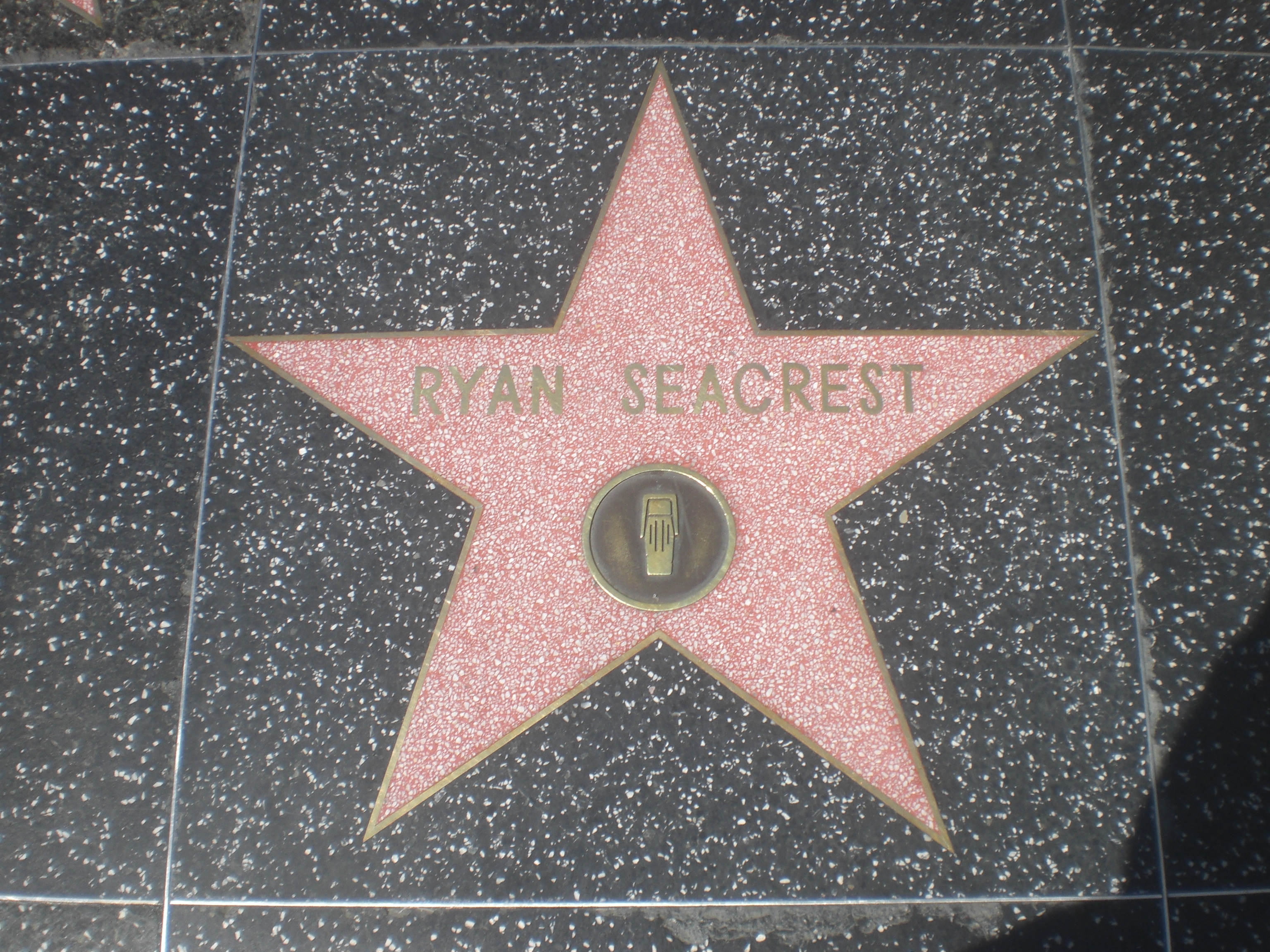
La stella di Ryan Seacrest sulla Hollywood Walk of Fame

Nel 2002, Seacrest ha accettato la posizione di co-conduttore di una nuova serie televisiva su Fox American Idol con il comico Brian Dunkleman. L'anno seguente, divenne l'unico ospite. Quando lo spettacolo aumentò di popolarità, visto da circa 26 milioni di telespettatori settimanali, Seacrest divenne riconoscibile in tutto il mondo. Nel 2003, Seacrest ha ospitato lo spin-off show, American Juniors. Nel luglio 2009, Seacrest ha firmato un accordo con CKX per $ 45 milioni per continuare a ospitare American Idol, rendendolo il più alto presentatore televisivo della realtà a quei tempi.
Seacrest ha lavorato con Christopher Bailey di Burberry, che ha disegnato gli abiti di Seacrest per gli eventi sul tappeto rosso, Capodanno 2009 e American Idol a partire dal 2010. Seacrest ha indossato abiti aderenti e ha deciso di creare qualcosa di simile per un pubblico più ampio in un " accessibile ". Con Bailey come suo mentore, Seacrest ha sviluppato la sua collezione, Ryan Seacrest Distinction, lanciata nel 2014. Ha creato una partnership esclusiva con Macy's per vendere il marchio Distinction, composto da tute separate, cappotti sportivi e abiti da sera realizzati da Peerless Clothing International. La linea comprende anche accessori come cravatte, tasche, cinture, gemelli e gioielli. Seacrest collabora con Itochu per la produzione di camicie, oltre a una collezione di abbigliamento sportivo rilasciata a settembre 2017.
Nell'aprile 2012, ha firmato un accordo biennale da $ 30 milioni per rimanere ospite. Nel maggio 2014, Deadline Hollywood ha riferito che Seacrest aveva firmato un accordo di un anno con la possibilità di un altro anno. Rimase ospite della serie fino alla fine della sua corsa nell'aprile 2016. Il maggio seguente, fu annunciato che la ABC aveva vinto una guerra di offerte su più reti per i diritti dello spettacolo. Il 20 luglio 2017 Seacrest ha annunciato in diretta con lo spettacolo Kelly & Ryan che sarebbe stato l'ospite di un riavvio di Idol. Il suo accordo pluriennale iniziale è stato segnalato per un valore superiore a $ 10 milioni.
Nel gennaio 2006, il canale statunitense E! ha annunciato un accordo triennale da 21 milioni di dollari per Seacrest per ospitare vari programmi, tra cui E! per le notizie e i premi sul tappeto rosso mostrano le coperture.
Nell'aprile 2012, Seacrest ha firmato un accordo con la NBC Universal espandendo il suo ruolo on-air oltre E! a NBC. Ha contribuito al Today Show, alla copertura delle Olimpiadi, alla programmazione di intrattenimento, nonché a notizie e altri eventi speciali. Seacrest rimarrà amministratore delegato di E! e ospita e produce la copertura dei premi sul tappeto rosso.
A settembre 2012, Seacrest ha lasciato E! e fu sostituito da Terrence J.
Seacrest era un corrispondente della NBC per i Giochi Olimpici di Londra 2012 e ha co-ospitato la cerimonia di chiusura con Bob Costas e Al Michaels. Nel 2016, Seacrest ha ospitato la copertura notturna della NBC per i Giochi Olimpici di Rio.
A maggio 2016, Seacrest è stato insignito del titolo di dottore onorario di lettere umanistiche presso l'Università della Georgia e ha tenuto il discorso di inizio della cerimonia di laurea.

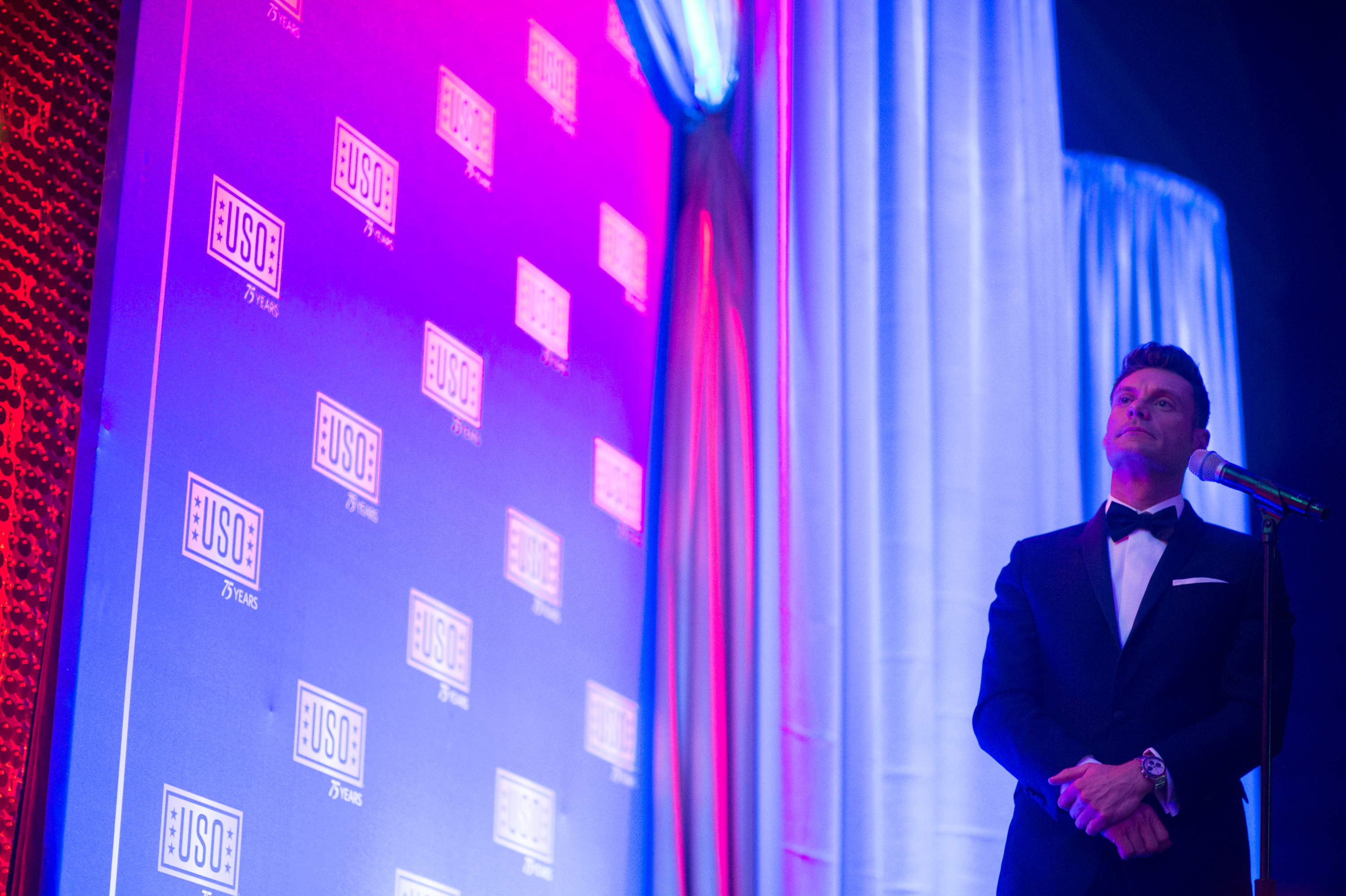
Ryan Seacrest nel 2016

Dopo una ricerca durata un anno, il 1 maggio 2017, è stato annunciato che Seacrest si unirebbe a Kelly Ripa come conduttore di Live with Kelly e Ryan come suo co-conduttore e produttore esecutivo permanente. Seacrest è subentrato a Michael Strahan e ha iniziato i suoi compiti il giorno dell'annuncio. A dicembre 2017, lo spettacolo aveva una media di oltre 3 milioni di spettatori.
Seacrest ha collaborato con il dermatologo Harold Lancer per produrre la linea di prodotti per la cura della pelle maschile. La linea ha cinque elementi, che sono progettati per un facile utilizzo. Seacrest ha annunciato la linea ad agosto 2017 sul The Tonight Show.

## Vita privata
Nell'aprile 2010, Seacrest ha iniziato a frequentare Julianne Hough, ballerina professionista, attrice e cantante nota per aver partecipato a Dancing with the Stars. Il 15 marzo 2013, è stato annunciato che la loro relazione era finita. Si stavano frequentando da oltre due anni prima della separazione.
Il 14 maggio 2016, è tornato all'Università della Georgia per dare consigli agli ex allievi e ha ricevuto una laurea honoris causa di dottorato in lettere umane.
Seacrest ha una relazione con la modella Shayna Taylor dal 2017.